# Кононовская (Ленский район)
Кононовская — опустевшая деревня в Ленском районе Архангельской области. Входит в состав Козьминского сельского поселения.

## География
Находится в юго-восточной части Архангельской области на расстоянии приблизительно 2 км на юг по прямой от административного центра поселения села Козьмино на правобережье Вычегды.

## История
В 1859 году здесь (деревня Яренского уезда Вологодской губернии) было учтено 3 двора.

## Население
Численность населения: 13 человек (1859 год), 2 (русские 100 %) в 2002 году, 0 в 2010.